# الامادو
الامادو (به لاتین: Alamdo) یک منطقهٔ مسکونی در جمهوری خلق چین است که در منطقه خودمختار تبت واقع شده‌است.

## خصوصیات
الامادو
- نفر جمعیت دارد و ۴٬۲۳۸ متر بالاتر از سطح دریا واقع شده‌است.